# Wolfgang I di Oettingen
Wolfgang I di Oettingen (16 maggio 1455 – Harburg, 29 gennaio 1522) è stato conte di Oettingen-Oettingen.
Egli era il terzo figlio del Conte Guglielmo di Oettingen e di sua moglie, Beatrice della Scala, proveniente dall'antica famiglia veronese degli Scaligeri. Egli divenne Conte di Oettingen alla morte del padre, nel 1467 e governò in unione col fratello Giovanni II, il quale morì nel 1519 senza eredi maschi, lasciandolo l'unico signore di Oettingen-Oettingen.

## Matrimonio e figli
Nel 1482 sposò Anna di Waldburg-Waldsee (m. 20 marzo 1507), dalla quale ebbe i seguenti eredi:
- Carlo
- Luigi